# Heteroscleromorpha
Sous-classe
Les Heteroscleromorpha sont une sous-classe d'animaux de l'embranchement des éponges.

## Taxonomie
En 2015, Morrow & Cárdenas proposent une révision en profondeur des Demospongiae, prenant en compte les résultats de phylogénétique moléculaire de ces vingt dernières années. Morrow & Cárdenas (2015) proposent de regrouper les ordres dans trois sous-classes: Heteroscleromorpha, Verongimorpha et Keratosa. De 13 ordres auparavant, on passe à 22 ordres: Morrow & Cárdenas (2015) proposent l'abandon de cinq ordres, considérés comme polyphylétiques (Hadromerida, Halichondrida, Halisarcida, Lithistida, Verticillitida). Ils ressuscitent ou élèvent six ordres supplémentaires (Axinellida, Merliida, Spongillida, Sphaerocladina, Suberitida, Tetractinellida). Enfin, ils créent sept nouveaux ordres (Bubarida, Desmacellida, Polymastiida, Scopalinida, Clionaida, Tethyida, Trachycladida). Ces propositions ont été rapidement adoptées par le World Porifera Database du World Register of Marine Species (2 août 2015).

## Liste des ordres
La sous-classe Heteroscleromorpha comprend les ordres suivants, :
- ordre Agelasida Verrill, 1907
- ordre Axinellida Lévi, 1953
- ordre Biemnida Morrow et al., 2013
- ordre Bubarida Morrow & Cárdenas, 2015
- ordre Clionaida Morrow & Cárdenas, 2015
- ordre Desmacellida Morrow & Cárdenas, 2015
- ordre Haplosclerida Topsent, 1928
- ordre Merliida Vacelet, 1979
- ordre Poecilosclerida Topsent, 1928
- ordre Polymastiida Morrow & Cárdenas, 2015
- ordre Scopalinida Morrow & Cárdenas, 2015
- ordre Sphaerocladina Schrammen, 1924
- ordre Spongillida Manconi & Pronzato, 2002
- ordre Suberitida Chombard & Boury-Esnault, 1999
- ordre Tethyida Morrow & Cárdenas, 2015
- ordre Tetractinellida Marshall, 1876
- ordre Trachycladida Morrow & Cárdenas, 2015

- Heteroscleromorpha incertae sedis
  - Lithistida incertae sedis Pisera & Lévi, 2002